# روماريو فييرا دا سيلفا
روماريو فييرا دا سيلفا هو لاعب كرة قدم برازيلي في مركز الوسط، ولد في 9 نوفمبر 1990. لعب مع نادي إيكاسا.

## وصلات خارجية
- روماريو فييرا دا سيلفا على موقع قاعدة بيانات كرة القدم.إي يو (الإنجليزية)
- روماريو فييرا دا سيلفا على موقع Soccerway.com (الإنجليزية)